# Sophie-Louise d'Anhalt-Bernbourg
Sophie Louise d'Anhalt-Bernbourg (Bernbourg, 29 juin 1732 – Baruth, 6 octobre 1786) est une noble d'Anhalt-Bernbourg et une comtesse de Solms-Baruth.

## Biographie
Elle est la fille de Victor-Frédéric d'Anhalt-Bernbourg, prince d'Anhalt-Bernbourg de 1721 à 1765, et de sa première épouse, Louise d'Anhalt-Dessau.
Elle épouse Frédéric de Solms-Baruth; le mariage est célébré à Bernbourg le 20 mai 1753, et marque l'union entre les maisons de la Maison d'Ascanie et des Solms.
Elle donne naissance à deux enfants:
- Frédérique Wilhelmine Louise (Baruth, 14 septembre 1755- Rome, 17 décembre 1832), qui épouse en 1773 le comte Nicolas Guillaume Auguste de Burghauss, dont elle divorce dix ans plus tard;
- Frederick Charles Léopold (Baruth, 27 octobre 1757-Kasel, 7 août 1801), qui épouse Giorgina de Wallwitz.

Elle est morte en 1786, juste quelques mois avant son mari.